# Reciproka Fibonaccikonstanten
Reciproka Fibonaccikonstanten, eller ψ, är en matematisk konstant som definieras som summan av reciprokerna av Fibonaccitalen:
{\displaystyle \psi =\sum _{k=1}^{\infty }{\frac {1}{F_{k}}}={\frac {1}{1}}+{\frac {1}{1}}+{\frac {1}{2}}+{\frac {1}{3}}+{\frac {1}{5}}+{\frac {1}{8}}+{\frac {1}{13}}+{\frac {1}{21}}+\cdots .}
Värdet för ψ är approximativt
{\displaystyle \psi =3.359885666243177553172011302918927179688905133731\dots .} (talföljd A079586 i OEIS)
Man känner inte till någon sluten formel för  ψ.
Det är dock känt att ψ är irrationellt. Det förmodades av Paul Erdős, Ronald Graham och Leonard Carlitz och bevisades av Richard André-Jeannin 1989.
Kedjebråksrepresentationen för konstanten är
{\displaystyle \psi =[3;2,1,3,1,1,13,2,3,3,2,1,1,6,3,2,4,362,2,4,8,6,30,50,1,6,3,3,2,7,2,3,1,3,2,\dots ]\!\,.} (talföljd A079587 i OEIS)